# تیگران آبراهامیان
تیگران هراندی آبراهامیان (ارمنی: Տիգրան Հրանտի Աբրահամյան؛ زادهٔ ۲۷ آوریل ۱۹۸۵) یک سیاستمدار و دانشمند علوم سیاسی اهل ارمنستان است که از تاریخ ۲۰۲۱ تا کنون سمت نمایندگی دوره هشتم مجلس ملی جمهوری ارمنستان را برعهده داشت.

## زندگی‌نامه
در ۲۷ آوریل ۱۹۸۵ در ایروان به دنیا آمد و از دانشگاه دولتی ایروان فارغ‌التحصیل شد. 